# Eclagnens

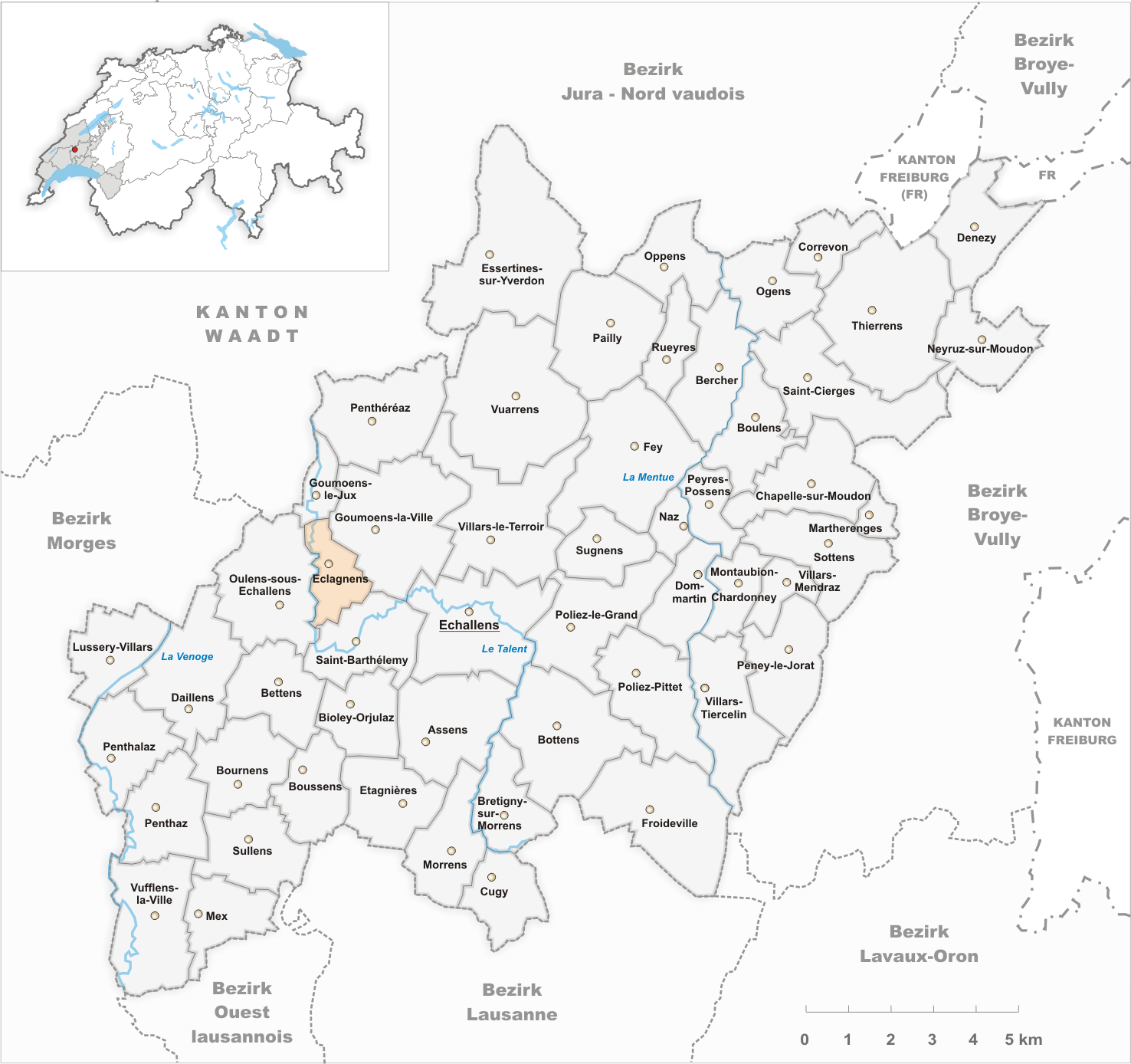
Gemeindestand vor der Fusion am 30. Juni 2011

Eclagnens war eine politische Gemeinde im Distrikt Gros-de-Vaud des Kantons Waadt in der Schweiz. Am 1. Juli 2011 ging sie in der neuen Gemeinde Goumoëns auf.

## Geographie
Eclagnens liegt auf 593 m ü. M., 3,5 km westnordwestlich von Echallens und 15 km nördlich der Kantonshauptstadt Lausanne (Luftlinie). Das Bauerndorf erstreckt sich auf der Hochfläche des Gros de Vaud, östlich des Flusses Talent, im Waadtländer Mittelland.
Die Fläche des 2,1 km² grossen ehemaligen Gemeindegebiets umfasst einen Abschnitt des leicht gewellten Plateaus des Gros de Vaud, der Kornkammer des Kantons Waadt. Die westliche Begrenzung bildet zumeist der gewundene Lauf des Talent in einem leicht in das Hochplateau eingetieften Tal. Nach Osten erstreckt sich der Gemeindeboden auf das Plateau mit den Hügeln Les Nâpes (mit 608 m ü. M. höchster Punkt von Eclagnens) und Grands Champs (605 m ü. M.). Im Norden reicht das Gebiet bis zum Tal des Baches Vouda. Von der Gemeindefläche entfielen 1997 5 % auf Siedlungen, 14 % auf Wald und Gehölze und 81 % auf Landwirtschaft.
Nachbargemeinden von Eclagnens waren Goumoens-le-Jux, Goumoens-la-Ville, Saint-Barthélemy und Oulens-sous-Echallens.

## Bevölkerung
Mit 146 Einwohnern (Stand 31. Dezember 2010) gehörte Eclagnens zu den kleinsten Gemeinden des Kantons Waadt. Von den Bewohnern geben 100 % Französisch als Muttersprache an (Stand 2000). Die Bevölkerungszahl von Eclagnens belief sich 1850 auf 147 Einwohner, 1900 ebenfalls auf 147 Einwohner. Nachdem die Bevölkerung bis 1990 auf 56 Personen abgenommen hatte, wurde wieder eine deutliche Bevölkerungszunahme verzeichnet.

## Wirtschaft
Eclagnens lebt dank der fruchtbaren Böden noch heute von der Landwirtschaft, wobei der Ackerbau und der Obstbau überwiegen. Ausserhalb des primären Sektors gibt es keine Arbeitsplätze im Dorf. Seit dem 17. Jahrhundert bis 1973 waren am Talent eine Mühle und eine Sägerei in Betrieb. Durch einige Neuzuzüger in den letzten Jahren weist das Dorf heute mehrere Wegpendler auf, die vor allem in Echallens arbeiten.

## Verkehr
Eclagnens ist verkehrstechnisch gut erschlossen, obwohl abseits grösserer Durchgangsstrassen an einer Kantonsstrasse von Oulens-sous-Echallens nach Goumoens-la-Ville gelegen. Der Autobahnanschluss La Sarraz an der 1981 eröffneten A1 (Lausanne-Yverdon) ist nur 2 km vom Ortskern entfernt. Durch einen Postautokurs, der von Echallens nach Chavornay verkehrt, ist Eclagnens an das Netz des öffentlichen Verkehrs angebunden.

## Geschichte
Die erste urkundliche Erwähnung des Ortes erfolgte 1219 unter dem Namen Claignens. Später erschienen die Bezeichnungen Clanens (1265), Claniens, Clagnens (1295) und Esclagnens. Der Ortsname geht auf den burgundischen Personennamen Clano zurück und bedeutet bei den Leuten des Clano.
Im Mittelalter war das Lehen Eclagnens unter mehreren Familien aufgeteilt; 1285 kam es an die Herren von Orbe. Später gehörte das Dorf der Familie de Goumoëns. Nach den Burgunderkriegen kam Eclagnens 1476 an die Vogtei Orbe-Echallens, die unter der gemeinen Herrschaft von Bern und Freiburg stand. Nach dem Zusammenbruch des Ancien Régime gehörte das Dorf von 1798 bis 1803 während der Helvetik zum Kanton Léman, der anschliessend mit der Inkraftsetzung der Mediationsverfassung im Kanton Waadt aufging. 1798 wurde es dem Bezirk Echallens zugeteilt.

## Sehenswürdigkeiten
In Eclagnens sind zahlreiche charakteristische Bauernhäuser aus dem 18. und 19. Jahrhundert erhalten. Das Gemeindehaus stammt von 1836. Das Dorf besitzt keine eigene Kirche, es gehört zur Pfarrei Goumoens-la-Ville.

## Persönlichkeiten
- Jean-Claude Mermoud, Staatsrat